# MMKS Podhale Nowy Targ (unihokej)
MMKS Podhale Nowy Targ – polska kobieca drużyna unihokeja, będąca częścią wielosekcyjnego klubu z Nowego Targu, powstała w 2009 roku. W swym dorobku posiada tytuł Mistrza Polski zdobyty w sezonie 2014/2015.

## Sukcesy

### Krajowe
Ekstraliga polska w unihokeju kobiet
- 1. miejsce (1 x ) – 2014/15
- 2. miejsce (2 x ) – 2009/10, 2013/14
- 3. miejsce (3 x ) – 2010/11, 2015/16, 2019/2020

### Międzynarodowe
Puchar EuroFloorball
- 3. miejsce – 2015
- 5. miejsce – 2014

## Skład

### Skład w sezonie 2014/15
| Nr        | Imię i nazwisko       | Rok       |
| Bramkarze | Bramkarze             | Bramkarze |
| --------- | --------------------- | --------- |
| 66        | Tomczyk Wiktoria      |           |
| Obrońcy   |                       |           |
| 4         | Debska Paulina        |           |
| 10        | Lech Sabina           |           |
| 11        | Grynia Aneta          |           |
| 19        | Florek Aleksandra     |           |
|           | Napastnicy            |           |
| 3         | Bryniarska Ewelina    |           |
| 6         | Piekarczyk Karolina   |           |
| 9         | Siuta Magdalena       |           |
| 13        | Fula Katarzyna        |           |
| 15        | Sopiarz Magdalena     |           |
| 16        | Mamak Magdalena       |           |
| 17        | Podlipni Anna         |           |
| 18        | Timek Agnieszka       |           |
| 21        | Florczak Justyna      |           |
| 23        | Krzystyniak Magdalena |           |
| Trenerzy  |                       |           |
|           | Pysz Arkadiusz        |           |
|           | Michalski Jacek       |           |